# Любча (Вилейский район)
Лю́бча (бел. Любча) — упразднённая деревня в Вилейском районе Минской области Белоруссии. В составе Хотенчицкого сельсовета.

## География
Деревня на территории Вилейского района Минской области, уничтоженная немецко-фашистскими оккупантами вместе с жителями во время Великой Отечественной войны.
Находилась в 2 км на восток от д. Малевичи Хотенчицкого сельсовета.

## История
Перед войной в деревне проживало 95 человек.
Во время карательной операции 5 мая 1943 г. гитлеровцы убили жителей (93 человека, в т. ч. 47 детей), разграбили имущество и сожгли деревню (23 двора).
После войны не возродилась.
На могиле жертв фашизма в 1955 г. и на местах, где были сожжены жители (женщины и мужчины раздельно), в 1975 г. возведён памятник. На месте каждого сожжённого дома в 1975 г. установлены мемориальные плиты, на которых перечислены имена погибших.

Деревня увековечена в мемориальном комплексе «Хатынь».
Деревня Любча исчезла с карты Вилейского района 5 мая 1943 года. Именно тогда здесь развернулись скорбные события, когда немецко-фашистские захватчики, придя сюда, жестоко убили мирных жителей – детей, женщин, мужчин. Расстреляли и сожгли в сарае. В 50-х годах было принято решение мемориализировать данное место, был разработан план.
Где сегодня должны жить люди – мемориальные плиты, на которых написаны фамилии тех семей. Которые навсегда ушли, но остались навсегда в памяти каждого вилейчанина и белоруса, в целом. Сегодня деревня Любча – это сестра Хатыни. На большой стене мемориальном комплексе «Хатынь» указано большое количество деревень, которые исчезли с карты Беларуси и никогда не восстановятся сегодня. Среди них деревни Любча и Борки.

## Население

### Численность
- 1940 год — 95 человек

### Динамика
- 1940 год — 95 человек

## Достопримечательность
- Мемориальный комплекс «Место сожжённой деревни Любча», бывшая деревня Любча, Вилейский район, Минская область —  Историко-культурная ценность Республики Беларусь, шифр 613Д000128.